# Maria Ana Josefa de Áustria
Maria Ana Josefa de Áustria (em alemão:  Maria Anna Josepha von Habsburg; Ratisbona, 30 de dezembro de 1654 – Viena, 14 de abril de 1689), era uma arquiduquesa da Áustria, e princesa real da Hungria e Boêmia que, por casamento, se tornou princesa eleitoral do Palatinado.

## Biografia
Maria Ana Josefa era a filha mais nova do terceiro casamento do Fernando III de Habsburgo, Sacro Imperador Romano-Germânico, com Leonor de Gonzaga-Nevers, princesa de Mântua.

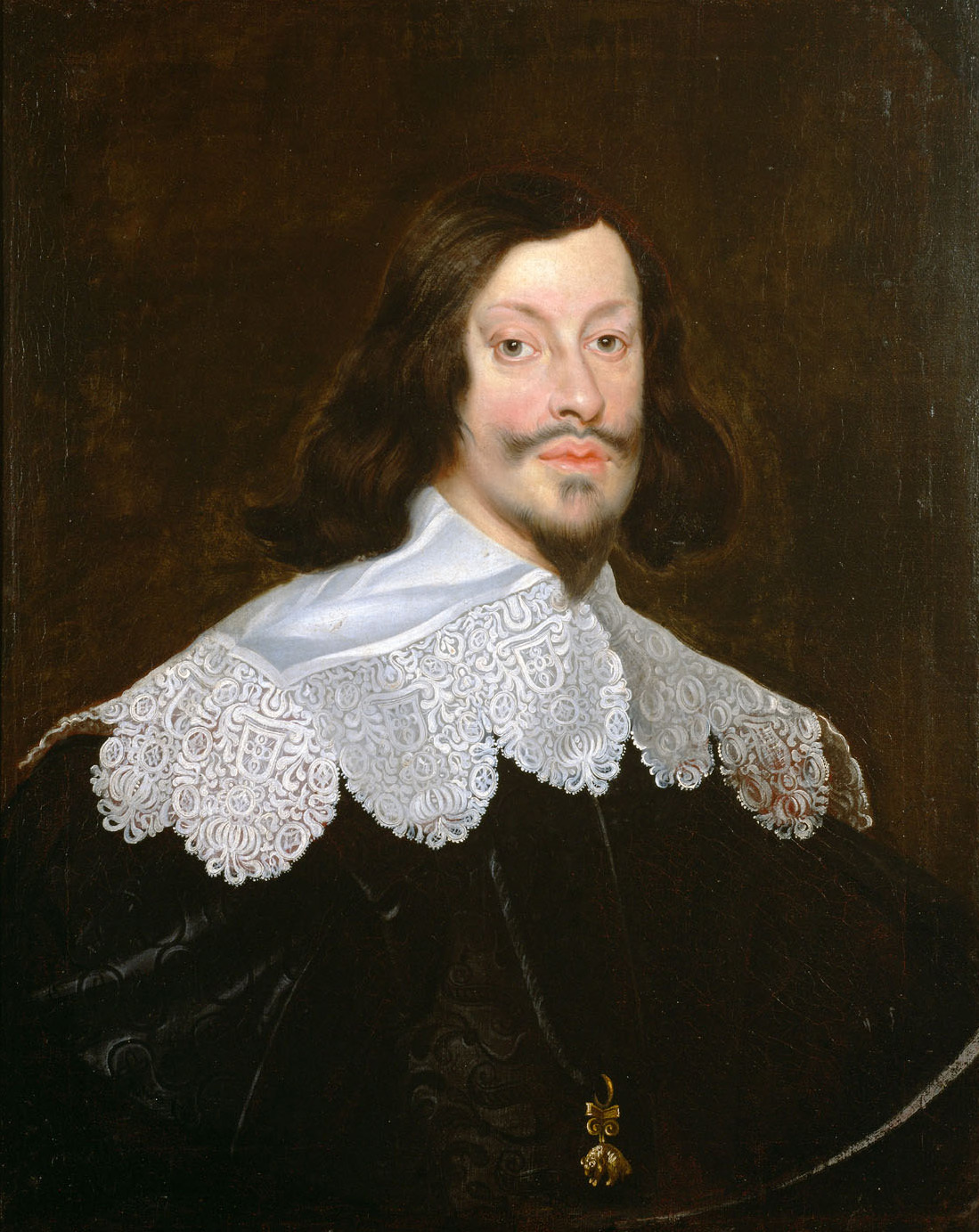
O imperador Fernando III de Habsburgo

Do seu primeiro casamento, Fernando III de Habsburgo tivera diversos filhos dos quais se destacam: Fernando Francisco (1633-1654), que reinará na Hungrie e Boêmia como Fernando IV, mas que morre prematuramente apenas com 21 anos, três anos antes do pai; o arquiduque Leopoldo (1640-1705), que se torna Imperador em 1657, como Leopoldo I; e Maria Ana (1635-1696), que vem a ser rainha de Espanha e mãe do último Habsburgo espanhol, Carlos II (1661-1700).
Do seu segundo casamento o imperador teve um filho, Carlos José (1649-1664), que veio a ser Grão-Mestre da Ordem Teutónica.
É do terceiro casamento que nasce Maria Ana Josefa. Os seus pais já anteriormente tinham tido duas filhas: Teresa Maria Josefa (1652-1653), e Leonor Maria Josefa (1653-1697). Esta segunda filha, próxima de Maria Ana Josefa, viria a tornar-se pelo primeiro casamento rainha da Polónia e, pelo segundo casamento, duquesa da Lorena.
Após Maria Ana Josefa, a mãe dera ainda à luz um filho, Fernando José Alois (1657-1658), nascido no ano da morte do pai, e que viria a falecer no ano seguinte.
Maria Ana Josefa tinha apenas três anos quando seu pai faleceu, e guardava poucas recordações do homem sombrio e neurótico, marcado pela desastrosa Guerra dos Trinta Anos, que devastara toda a Alemanha. Assim, ela cresce durante o reinado do seu meio irmão mais velho, Leopoldo I, educada por sua mãe, senhora bondosa, piedosa e muito culta. Poetisa de talento, ela foi, durante toda a sua vida, a alma e o dinamismo da vida cultural de Viena.
Em 1670, Maria Ana Josefa teve a grande tristeza de ver a sua querida irmã, Leonor, partir para Varsóvia, para casar com o rei da Polónia, Miguel I Wiśniowiecki (1640-1673), reconhecidamente alcoólico e impotente. Para felicidade das duas irmãs, Leonor fica rapidamente viúva, regressando para junto da família. Mas, cinco anos mais tarde, volta a casar desta vez por amor, com Carlos V, duque da Lorena e de Bar (1643-1690).

## Casamento e descendência

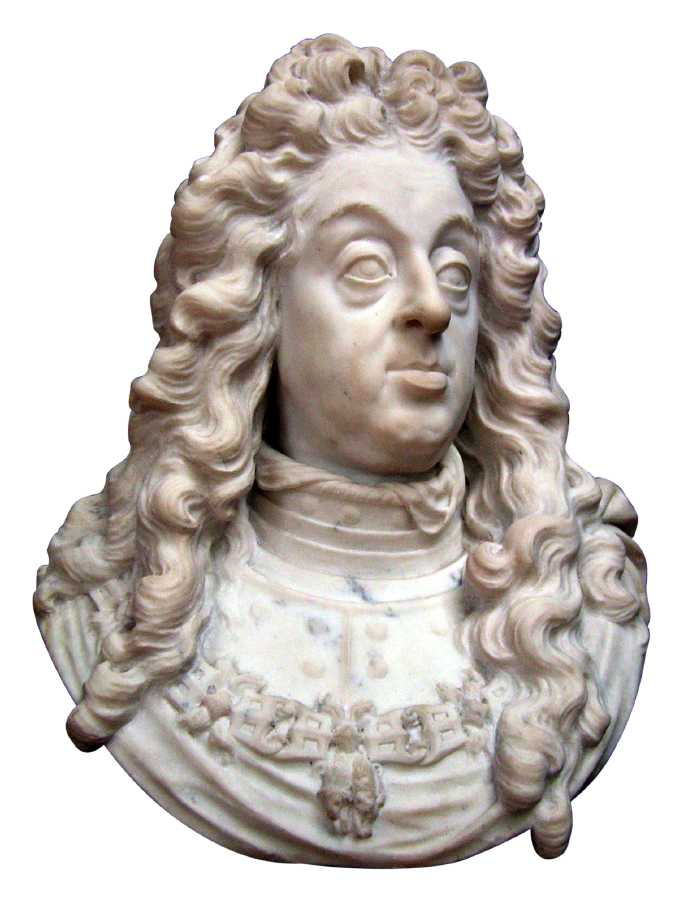
Busto de João Guilherme de Wittelsbach, por Jan Van Delen, 1703

Também nesse ano, Maria Ana Josefa viria a casar. O matrimónio ocorreu a 25 de outubro de 1678 en Wiener Neustadt, com João Guilherme, príncipe herdeiro do Eleitorado do Palatinado (1658-1716), e irmão da Sacra-Imperatriz Leonor Madalena.
Para celebrar o matrimónio con a filha do imperador, o Eleitor Palatino cedeu, em 1679, ao noivo (seu filho e herdeiro) o título de duque de Jülich e Berg. A cerimónia foi celebrada pelo Arcebispo Leopoldo Carlos von Kollonitsch e, para comemorar o acontecimento, sua cunhada, a imperatriz Leonor mandou erigir uma coluna mariana na praça principal de Wiener Neustadt. Após o casamento , os noivos foram viver para Dusseldórfia, onde tinham uma luxuosa corte.
O ramo do Palatinado-Neuburgo era reputado pela sua enorme fecundidade e, para além da imperatriz, Maria Ana Josefa contava ainda como cunhadas a rainha de Portugal, a rainha de Espanha, a Duquesa de Parma e a Princesa Sobieski.
Mas apesar disso, Maria Ana Josefa não teve a mesma sorte e as suas duas gravidezes originam bebés mortos:
- menino (nascido e morto em Dusseldórfia, em 6 de fevereiro de 1683);
- menino (nascido e morto em Dusseldórfia, em 5 de fevereiro de 1686).

Profundamente afetada, ela morre de tuberculose em 1689, com apenas 35 anos.

## Ascendência
|  |                                                |  |  |  |  |  |  |  |  |  |  |  |  |
|  | Carlos II de Áustria                           |  |  |  |  |  |  |  |  |  |  |  |  |
|  |                                                |  |  |  |  |  |  |  |  |  |  |  |  |
|  |                                                |  |  |  |  |  |  |  |  |  |  |  |  |
|  | Fernando II, Sacro Imperador Romano-Germânico  |  |  |  |  |  |  |  |  |  |  |  |  |
|  |                                                |  |  |  |  |  |  |  |  |  |  |  |  |
|  |                                                |  |  |  |  |  |  |  |  |  |  |  |  |
|  | Maria Ana de Baviera                           |  |  |  |  |  |  |  |  |  |  |  |  |
|  |                                                |  |  |  |  |  |  |  |  |  |  |  |  |
|  |                                                |  |  |  |  |  |  |  |  |  |  |  |  |
|  | Fernando III, Sacro Imperador Romano-Germânico |  |  |  |  |  |  |  |  |  |  |  |  |
|  |                                                |  |  |  |  |  |  |  |  |  |  |  |  |
|  |                                                |  |  |  |  |  |  |  |  |  |  |  |  |
|  | Guilherme V da Baviera                         |  |  |  |  |  |  |  |  |  |  |  |  |
|  |                                                |  |  |  |  |  |  |  |  |  |  |  |  |
|  |                                                |  |  |  |  |  |  |  |  |  |  |  |  |
|  | Maria Ana de Baviera                           |  |  |  |  |  |  |  |  |  |  |  |  |
|  |                                                |  |  |  |  |  |  |  |  |  |  |  |  |
|  |                                                |  |  |  |  |  |  |  |  |  |  |  |  |
|  | Renata de Lorena                               |  |  |  |  |  |  |  |  |  |  |  |  |
|  |                                                |  |  |  |  |  |  |  |  |  |  |  |  |
|  |                                                |  |  |  |  |  |  |  |  |  |  |  |  |
|  | Maria Ana Josefa Arquiduquesa da Áustria       |  |  |  |  |  |  |  |  |  |  |  |  |
|  |                                                |  |  |  |  |  |  |  |  |  |  |  |  |
|  |                                                |  |  |  |  |  |  |  |  |  |  |  |  |
|  | Carlos I de Mântua                             |  |  |  |  |  |  |  |  |  |  |  |  |
|  |                                                |  |  |  |  |  |  |  |  |  |  |  |  |
|  |                                                |  |  |  |  |  |  |  |  |  |  |  |  |
|  | Carlos II Gonzaga                              |  |  |  |  |  |  |  |  |  |  |  |  |
|  |                                                |  |  |  |  |  |  |  |  |  |  |  |  |
|  |                                                |  |  |  |  |  |  |  |  |  |  |  |  |
|  | Catarina de Mayenne                            |  |  |  |  |  |  |  |  |  |  |  |  |
|  |                                                |  |  |  |  |  |  |  |  |  |  |  |  |
|  |                                                |  |  |  |  |  |  |  |  |  |  |  |  |
|  | Leonor de Gonzaga-Nevers                       |  |  |  |  |  |  |  |  |  |  |  |  |
|  |                                                |  |  |  |  |  |  |  |  |  |  |  |  |
|  |                                                |  |  |  |  |  |  |  |  |  |  |  |  |
|  | Francisco IV Gonzaga                           |  |  |  |  |  |  |  |  |  |  |  |  |
|  |                                                |  |  |  |  |  |  |  |  |  |  |  |  |
|  |                                                |  |  |  |  |  |  |  |  |  |  |  |  |
|  | Maria de Mântua                                |  |  |  |  |  |  |  |  |  |  |  |  |
|  |                                                |  |  |  |  |  |  |  |  |  |  |  |  |
|  |                                                |  |  |  |  |  |  |  |  |  |  |  |  |
|  | Margarida de Saboia                            |  |  |  |  |  |  |  |  |  |  |  |  |
|  |                                                |  |  |  |  |  |  |  |  |  |  |  |  |
|  |                                                |  |  |  |  |  |  |  |  |  |  |  |  |